# Texistepeque
Texistepeque es un distrito del municipio de Santa Ana Norte del Departamento de Santa Ana en la zona occidental de El Salvador.

## Toponimia
Su nombre proviene del idioma náhuat; significa "lugar o cerro de huevos o caracoles", ya que sus raíces son: texix, que significa caracol o huevo; y tepec, que significa cerro, montaña o indica una localidad.

## Geografía física
Tiene una extensión territorial de 178.97 km², y una población de 19 271 habitantes. 
| Censo | Población | Cambio | Porcentaje |
| ----- | --------- | ------ | ---------- |
| 2007  | 17 923    | N/D    | N/D        |
| 2024  | 19 271    | 1 348  | 7.5%       |

## Historia
Texistepeque fue fundada por los Mayas Poqomames, y conquistado por los pipiles en 1200. Con la llegada de los conquistadores españoles, formó parte de la Alcaldía Mayor de San Salvador y posteriormente del partido o distrito de Santa Ana en la Intendencia de San Salvador. 
De acuerdo a la relación geográfica hecha en 1740 por el alcalde mayor de San Salvador, Manuel de Gálvez Corral, el pueblo de San Esteban Texistepeque tenía una población de 45 indios y unos soldados de la compañía de Santa Ana.Tenía por frutos maíz, algodón y crianza de gallinas; también labraban barros y ollas de loza.
En el 14 de febrero de 1769, el cura de la parroquia de San Estéban Texistepeque, don Joseph Miguel Buenvecino, contestó a la carta pastoral del arzobispo Pedro Cortés y Larraz, dando una descripción del curato. El cura era ayudado por el ministro Joseph Mariano Fernández Romero. Los pueblos que estaban anexos a la Parroquia de Texistepeque eran San Pedro Chicumquezal y San Juan Atecpam Masagua y el Valle de Santiago y la Hacienda Honduras. Las cosechas que reportó eran maíces, frijoles y ganado. Tenía una población de 119 familias con 554 personas. No tenía escuela "por la suma pobreza" de la población indígena.

### Post-independencia
Perteneció al Departamento de Sonsonate y posteriormente al Departamento de Santa Ana.
En el informe de mejoras materiales del departamento de Sonsonate hecho por el gobernador Teodoro Moreno en el 21 de junio de 1854, notó: "Se han reedificado la Iglesia parroquial, el cabildo, la casa de escuela y el cementerio; se han renovado cuatro altares, y se reparan los estanques de los ojos de agua."
En el informe del 6 de septiembre el gobernador Tomás Medina, notó: "A causa de la suma escasez de fondos no les ha sido posible emprender ninguna obra material; pero se han compuesto formalmente los caminos, segun han informado."
En el informe del 12 de octubre, el gobernador Tomás Medina, notó: "Se compusieron los caminos: han aseado las calles y limpiado los solares de aquella población y fuentes de agua, haciendo a estas, donde se creyó indispensable, las correspondientes excavaciones."
En el 8 de diciembre de 1859, entre las 7 y las 8 de la tarde, un terremoto fuerte ocurrió. La iglesia quedó inútil, los campanarios quedaron hendidos, la puerta que cae al lado del convento quedó severamente dañado a pesar de tener un estribo; el altar no se quebró pero quedó con lesión, descompuesto el techo y sucias las imágenes y la capilla quedó con paredes abiertas que solo quedaron en pie por sus grandes estribos. El señor Cesario Sandoval, que mandó una comunicación desde el juzgado municipal al gobernador Teodoro Moreno en el 9 de diciembre, dijo que los daños no se podrían remediar ni con tres mil pesos.
El alcalde electo para el año de 1863 era el señor don Juan Orellana.
En el año de 1867, el sector agrícola del municipio produjo 12 quintales de café (procedentes de 3 fincas de café) y 1,600 arrobas de azúcar.
La oficina de correos fue establecida por acuerdo ejecutivo del gobierno del presidente provisional general Francisco Menéndez a propuesta del director general en el 10 de diciembre de 1886; al principio, esta oficina estaba a cargo del telegrafista. En el 27 de diciembre, el director de la escuela de niños de Texistepeque, don Jesús Martínez, fue nombrado administrador de correos de Texistepeque. La oficina telegráfica de Texistepeque fue establecida por acuerdo ejecutivo del gobierno de Menéndez a propuesta del director general de Telégrafos en el 6 de octubre de 1887, siendo nombrado como su telegrafista don Manuel Padilla.
Para 1908, tenía una población de 5,200 habitantes.

## Geografía humana

### Organización territorial
Para su administración de divide en 6 cantones y 78 caseríos.
| Cantón Costa Rica - Caserío Costa Rica - Caserío las Mesas - Caserío El Aguacatal - Caserío La Florida - Caserío Piedras Negras - Caserío Lagunetas - Caserío Los Cerritos - Caserío El Pilón Cantón Cujucuyo - Caserío Cujucuyo - Caserío El Sompopo - Caserío El Sillón - Caserío Las Mesitas - Caserío El Triunfo - Caserío San Luis - Caserío La Montañita - Caserío Tras El Cerro - Caserío San Jacinto | Cantón Chilcuyo - Caserío Chilcuyo - Caserío La Azacualpa - Caserío Valle Nuevo - Caserío La Y griega - Caserío San José El Triunfo - Caserío Los Mangos - Caserío San Joaquín Cantón El Jute - Caserío El Jute - Caserío Agua Caliente - Caserío Santiburcio - Caserío Los Jobos - Caserío 3 Puertas - Caserío Las Brisas - Caserío Los Orcones - Caserío Guarnecia - Caserío Chacurras - Caserío El Tamarindo - Caserío Segovia - Caserío Las Negritas | Cantón San Miguel - Caserío El Paraizo - Caserío San Miguel - Caserío El Sunza - Caserío San Andrés - Caserío Sandovales - Caserío El llano del Amate - Caserío Potrerillo - Caserío La Estancia - Caserío San Esteban - Caserío El Guiscoyol - Caserío El Tule - Caserío El Matalin - Caserío Ojo de Agua - Caserío Sabana Larga - Caserío La Estación los Mangos Cantón Santo Tomas - Caserío Santo Tomás - Caserío Santa Elena - Caserío Casitas - Caserío Monte del Padre - Caserío San Antoñito - Caserío San Marcos - Caserío San Jorge - Caserío El Menudito - Caserío Nance Dulce - Caserío Piletas |

## Política
José Gabriel Murillo Alcalde Municipal 2001 - 2003 por el Partido Demócrata Cristiano (PDC).El municipio fue gobernado desde el 2003 por José Armando Portillo del Partido Demócrata Cristiano (PDC).
Después de gobernar por varios años el Partido Demócrata Cristiano (PDC), el 1 de mayo de 2018 se realizó el traslado de mando municipal al Alcalde Municipal José Dimas Aguilar del Partido del Concertación Nacional (PCN) con el Lema "Construyendo El Nuevo Texis". Finalmente en 2024 debido a la reestructuración municipal este municipio pasó a ser un distrito dentro del nuevo municipio Santa Ana Norte, en las elecciones municipales de ese mismo año resultó ganador Carlos Landaverde de Nuevas Ideas.